# Don't Stop the Party (canção de Pitbull)
"Don't Stop the Party" (em português: Não pare a festa) é uma canção do rapper americano Pitbull para seu sétimo álbum de estúdio Global Warming (2012). A canção contém participação do DJ TJR e inclui samples da canção "Funky Kingston" de Toots & the Maytals. Ele foi lançado em 25 de setembro de 2012 como terceiro single do álbum pela RCA Records. Foi produzido por Urales "DJ Buddha" Vargas, TJR e Marc Kinchen. TJR já havia escrito a canção como "Funky Vodka", que chamou a atenção de Pitbull. A canção alcançou sucesso nas paradas moderadas; à data, tem culminado em #17 na Billboard Hot 100. Pitbull apresentou a canção em várias ocasiões. O videoclipe de acompanhamento foi notado por seu conteúdo sexualmente explícito, e foi banido de ser exibido no Reino Unido.

## Antecedentes e composição
Global Warming foi lançado em 19 de novembro de 2012. O álbum é composto por rítmos de rap, latim e R&B contemporâneo, que inclui estilos de rap latim e pop-rap. Artistas quem aparecem no álbum incluem Christina Aguilera, Chris Brown, Enrique Iglesias, The Wanted, Havana Brown e Usher. A canção foi originalmente intitulada "Vodka Funky", escrita por TJR. A música foi tocada fortemente na Winter Music Conference de Miami e chamou a atenção de Pitbull, que pediu para TJR trabalhar com ele para que fosse um single para Global Warming.
Falando sobre o sucesso viral da faixa, TJR declarou: "Vodka Funky" é provavelmente a faixa que eu mais me orgulho. Foi muito legal ver uma antiga escola baseada em sample de sintonia house torná-la número um no Beatport local." "Vodka Funky" em si é baseada em torno do clássico reggae jamaicano "Funky Kingston" (1973) de Toots & the Maytals. O sample de "Funky Kingston" foi produzido por Mark Summers no Scorccio Sample Replays. "Don't Stop the Party" é um dance-pop e eurodance com elementos de house music, que tem uma duração de três minutos e vinte e seis segundos (03:26). A versão do single foi escrita por TJR, Pitbull, Bigram Zayas, e Frederick "Toots" Hibbert. Marc Kinchen, TJR e DJ Buddha serviu como produtores.

## Posições e certificações
| País — Tabela musical (2012-13)                | Posição de pico |
| ---------------------------------------------- | --------------- |
| Austrália (ARIA)                               | 15              |
| Áustria (Ö3 Austria Top 75)                    | 10              |
| Bélgica (Ultratop 50 de Flandres)              | 27              |
| Bélgica (Ultratip Bubbling Under da Valônia)   | 39              |
| Brasil - Billboard Brasil Hot 100              | 85              |
| Canadá — Canadian Hot 100                      | 9               |
| Colômbia — National Report                     | 13              |
| ERRO: DEVE FORNECER ano PARA PARADA checa      | 22              |
| França (SNEP)                                  | 174             |
| O campo songid é OBRIGATÓRIO PARA PARADA ALEMÃ | 23              |
| Hungria (Rádiós Top 40)                        | 22              |
| Hungria (Dance Top 40)                         | 13              |
| Irlanda (IRMA)                                 | 20              |
| Países Baixos (Single Top 100)                 | 85              |
| Nova Zelândia (Recorded Music NZ)              | 23              |
| Escócia (Scottish Singles Chart)               | 9               |
| Eslováquia (Rádio Top 100)                     | 39              |
| Espanha (PROMUSICAE)                           | 16              |
| Suíça (Schweizer Hitparade)                    | 59              |
| Reino Unido (UK Singles Chart)                 | 7               |
| Estados Unidos (Billboard Hot 100)             | 17              |
| Estados Unidos (Billboard Mainstream Top 40)   | 16              |
| Estados Unidos (Billboard Hot Rap Songs)       | 3               |
| Estados Unidos (Billboard Dance Club Songs)    | 22              |

| País — Certificador (Vendas)   | Certificação (limiares de vendas) |
| ------------------------------ | --------------------------------- |
| Austrália — ARIA (70,000)      | Platina                           |
| Canadá — Music Canada (40,000) | Ouro                              |

## Créditos e pessoal
Créditos adaptado de notas do single no encarte.
- Armando C. Perez – vocal, compositor
- Bigram Zayas – compositor
- Frederick "Toots" Hibbert – compositor
- Marc Kinchen – compositor, produtor musical
- Urales "DJ Buddha" Vargas – compositor, produtor musical
- TJR – vocais, compositor

## Histórico de lançamento
| País           | Data                   | Formato          | Gravadora       |
| -------------- | ---------------------- | ---------------- | --------------- |
| Mundo          | 26 de setembro de 2012 | Download digital | Polo Grounds, J |
| Estados Unidos | 25 de setembro de 2012 | Download digital | Polo Grounds, J |
| Reino Unido    | 3 de dezembro de 2012  | Download digital | Polo Grounds, J |